# Aristònous de Pel·la
Aristònous de Pel·la (en grec antic: Ἀριστόνους, Aristónus; en llatí: Aristonous), fill de Piseu, va ser un militar macedoni. Era un dels set somatofílacs, els guàrdies personals d'Alexandre el Gran. Es va distingir molt en una batalla a l'Índia.
A la mort d'Alexandre va ser un dels primers a proposar de reconèixer com a comandant suprem a Perdicas d'Orèstia. Més tard fou general al servei d'Olímpies a la guerra contra Cassandre i quan va ser fet presoner el 316 aC, va ser executat per ordre del seu enemic, segons diu Flavi Arrià a l'Anàbasi d'Alexandre el Gran.